# Soichiro Kozuki
Soichiro Kozuki (født 22. december 2000) er en japansk fodboldspiller, som spiller for den japanske fodboldklub Kyoto Sanga FC.